# Rodezija
Rodezija (Shona Rodizha), uradno Republika Rodezija od leta 1970, je bila nepriznana država v južni Afriki, ki je obstajala od leta 1965 do 1979. Rodezija je bila dejanska naslednica britanske kolonije Južna Rodezija po enostranski razglasitvi neodvisnosti, ki jo je izdala vladajoča vlada bele manjšine. V tem štirinajstletnem obdobju se je Rodezija soočala z notranjimi konflikti in političnimi nemiri. Po sporazumu Lancaster House leta 1979 se je ozemlje vrnilo pod britanski politični nadzor in nato leta 1980 pridobilo mednarodno priznano neodvisnost kot Zimbabve.
Južna Rodezija je imela samoupravo od leta 1923, ko je dosegla odgovorno vlado. Rodezija, država brez izhoda na morje, je na jugozahodu mejila na Bocvano (Bechuanaland: britanski protektorat do leta 1966), na vzhodu na Mozambik (portugalska provinca do leta 1975), na jugu na Južno Afriko in na severozahodu na Zambijo (Severna Rodezija do leta 1964). Od leta 1965 do 1979 je bila Rodezija ena od dveh neodvisnih držav na afriški celini, ki jima je vladala bela manjšina evropskega porekla in kulture, druga pa je bila Južna Afrika.
Konec 19. stoletja je bilo ozemlje severno od Transvaala dodeljeno Britanski južnoafriški družbi pod vodstvom Cecila Rhodesa. Rhodes in njegova pionirska kolona sta leta 1890 odkorakala proti severu in pridobila ogromno ozemlje, ki mu je družba vladala do začetka 1920-ih. Leta 1923 je bila družbi preklicana listina, Južna Rodezija pa je dosegla samoupravo in ustanovila zakonodajno oblast. Med letoma 1953 in 1963 se je Južna Rodezija združila s Severno Rodezijo in Nyasalandom v Federacijo Rodezije in Nyasalanda.
Hitra dekolonizacija Afrike v poznih 1950-ih in zgodnjih 1960-ih je vznemirila znaten delež belega prebivalstva Južne Rodezije. V prizadevanju, da bi odložila prehod na vladavino črne večine, je pretežno bela južnorodezijska vlada 11. novembra 1965 izdala svojo enostransko deklaracijo o neodvisnosti (UDI) od Združenega kraljestva. Nova država, imenovana preprosto Rodezija, je sprva zahtevala priznanje kot avtonomno območje znotraj Skupnosti narodov, vendar se je leta 1970 ponovno ustanovila kot republika.
Po razglasitvi neodvisnosti leta 1965 je Varnostni svet Združenih narodov sprejel resolucijo, ki je vse države pozvala, naj ne priznajo Rodezije. Dve afriški nacionalistični stranki, Zimbabvejska afriška ljudska zveza (ZAPU) in Zimbabvejska afriška nacionalna zveza (ZANU), sta sprožili oborožen upor proti vladi po UDI, kar je sprožilo rodezijsko Buševsko vojno. Naraščajoča utrujenost od vojne, diplomatski pritisk in obsežen trgovinski embargo, ki so ga uvedli Združeni narodi, so rodezijskega premierja Iana Smitha leta 1978 spodbudili k priznanju vladavine večine. Vendar volitve in večrasna začasna vlada, v kateri je Smitha nasledil zmerni Abel Muzoreva, niso uspele pomiriti mednarodnih kritikov ali ustaviti vojne. Do decembra 1979 je Muzoreva dosegel sporazum z ZAPU in ZANU, ki je Rodeziji omogočil, da se za kratek čas vrne v kolonialni status do novih volitev pod britanskim nadzorom. ZANU je leta 1980 dosegel volilno zmago, država pa je aprila 1980 dosegla mednarodno priznano neodvisnost kot Zimbabve.
Največji mesti Rodezije sta bili Salisbury (glavno mesto, danes znano kot Harare) in Bulawayo. Pred letom 1970 je bila enodomna zakonodajna skupščina pretežno bela, z majhnim številom sedežev, rezerviranih za črne predstavnike. Po razglasitvi republike leta 1970 jo je nadomestil dvodomni parlament s predstavniškim domom in senatom. Dvodomni sistem se je v Zimbabveju ohranil tudi po letu 1980. Poleg rasne volilne pravice je Rodezija upoštevala westminstrski sistem, podedovan od Združenega kraljestva, s predsednikom, ki je deloval kot ceremonialni vodja države, medtem ko je predsednik vlade vodil kabinet kot vodja vlade.